# Koltorp, Lidingö

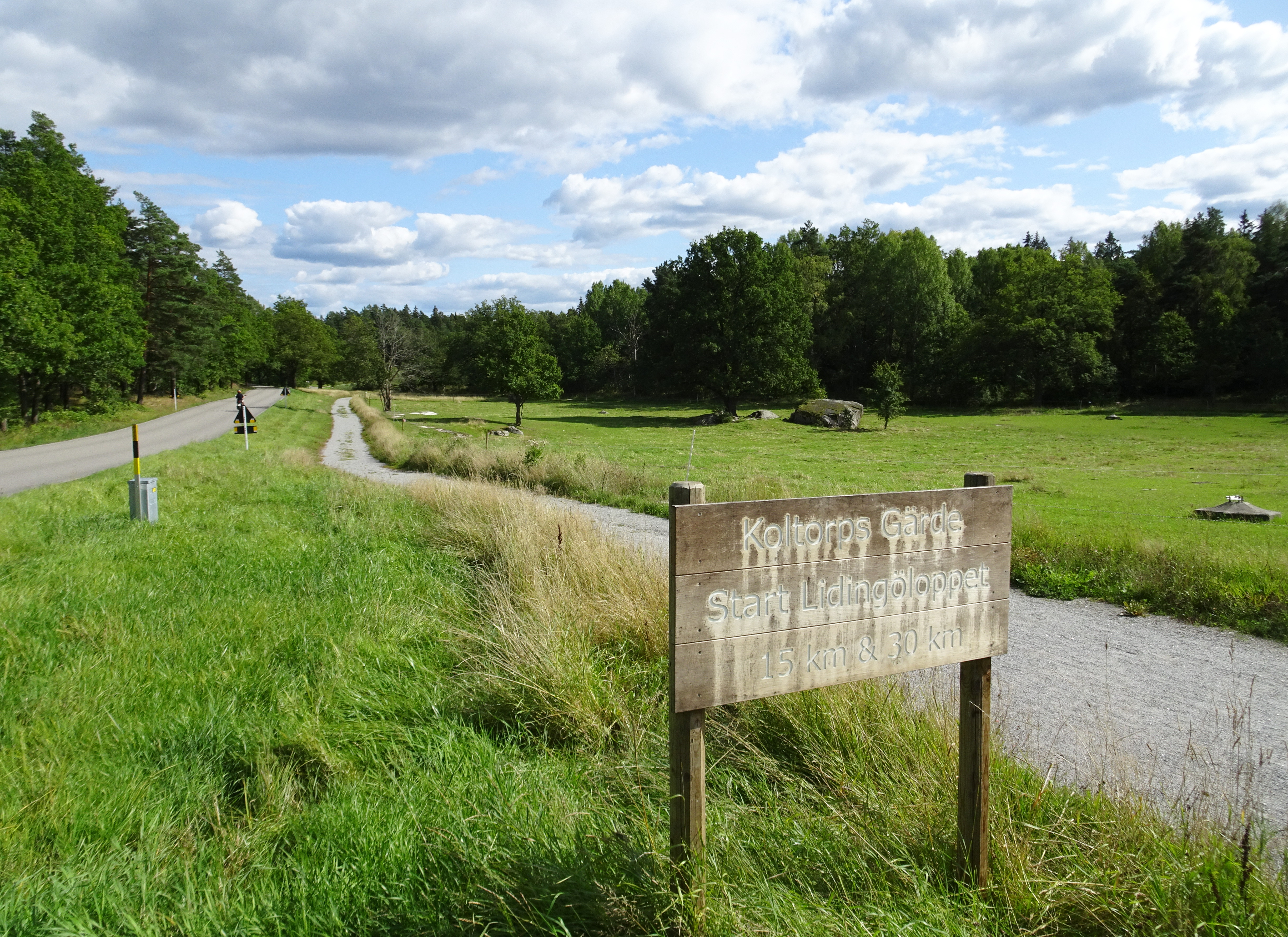
Koltorps gärde, mest känt för Lidingöloppets startplats.

Koltorp (på äldre kartor även Kiltorp) är en kommundel / stadsdel i Lidingö kommun, Stockholms län. Koltorp begränsas i norr av Kyrkviken, i öster av Ekholmsnäs, i söder av Stockby och i väster av Hersby.

## Historik

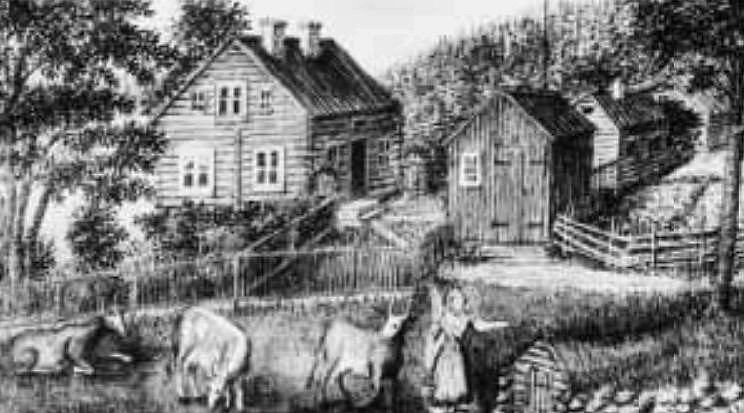
Koltorpet 1852.

Kommundelen har sitt namn efter Koltorpet som var beläget vid Kyrkviken. Torpet lydde under Hersby gård och framgår redan på Peder Mehnlöös karta över Lidingön från november 1661 som räknas till öns äldsta kända kartor.  Koltorpet syns även på kartan över Lidingö, ursprungligen framtagen 1720 av lantmätare Lars Kietzlingh och uppdaterad 1774 av lantmätare Gabriel Boding. Stället uppförs som Kohltorpet i förhörsboken 1831–1836. På Topografiska corpsens Stockholmskarta från 1860-talet syns torpet och Kåltorps Viken, som Kyrkviken då kallades.
Under slutet av 1800-talet blev Koltorp ett populärt sommarnöje. Den första som hyrde Koltorp som sommarvilla var hovkamrer Johan Fredrik Forsstrand. Han kom att bo här på somrarna under 20 år och lät bygga ytterligare en stuga uppe på intilliggande kullen, kallad Klinten. Torpstugan var ett knuttimrat hus i 1½ våningar och omgavs av några uthus samt frukt- och köksträdgård.
På 1920-talet hörde till bebyggelsen, utöver mangården, två bostadshus och några uthus. Direkt väster om Koltorpet låg Fiskartorpet / Fiskarstugan. 1930 nedbrändes Kolartorps gamla corps de logi och i dess ställe uppfördes en modern villa. Strax sydost därom byggdes 1932 ytterligare en stor privatvilla i 1920-talsklassicistisk stil som idag kallas Bohusgården och ritades av arkitekt Einar Rudskog. Namnet härrör från villans första ägare som härstammade från Bohuslän.

### Historiska kartor

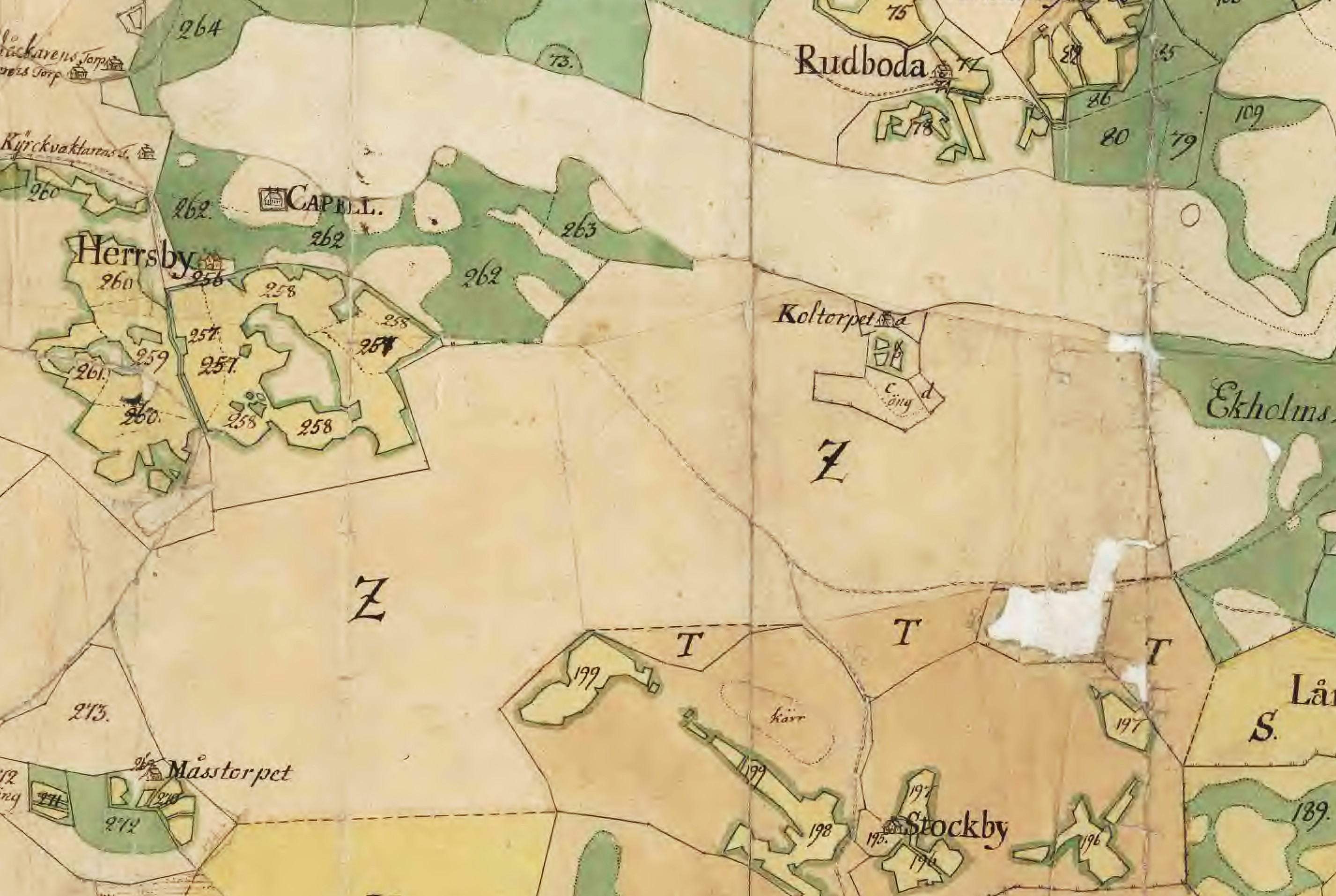
1774.
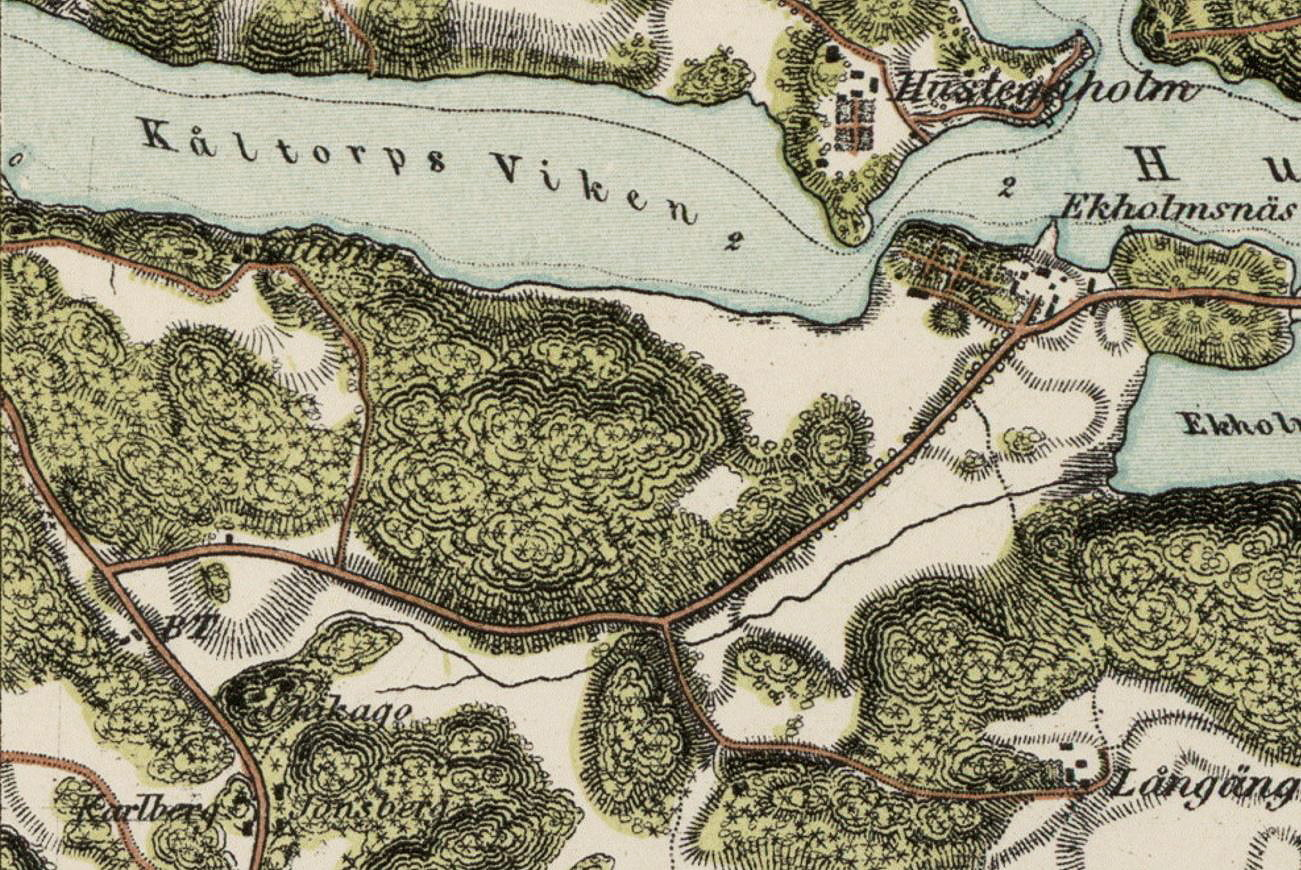
1861.
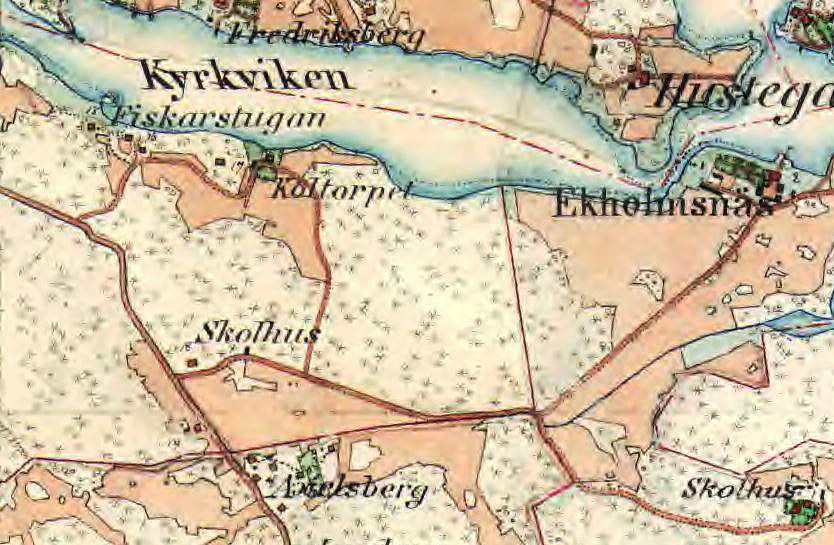
1901.
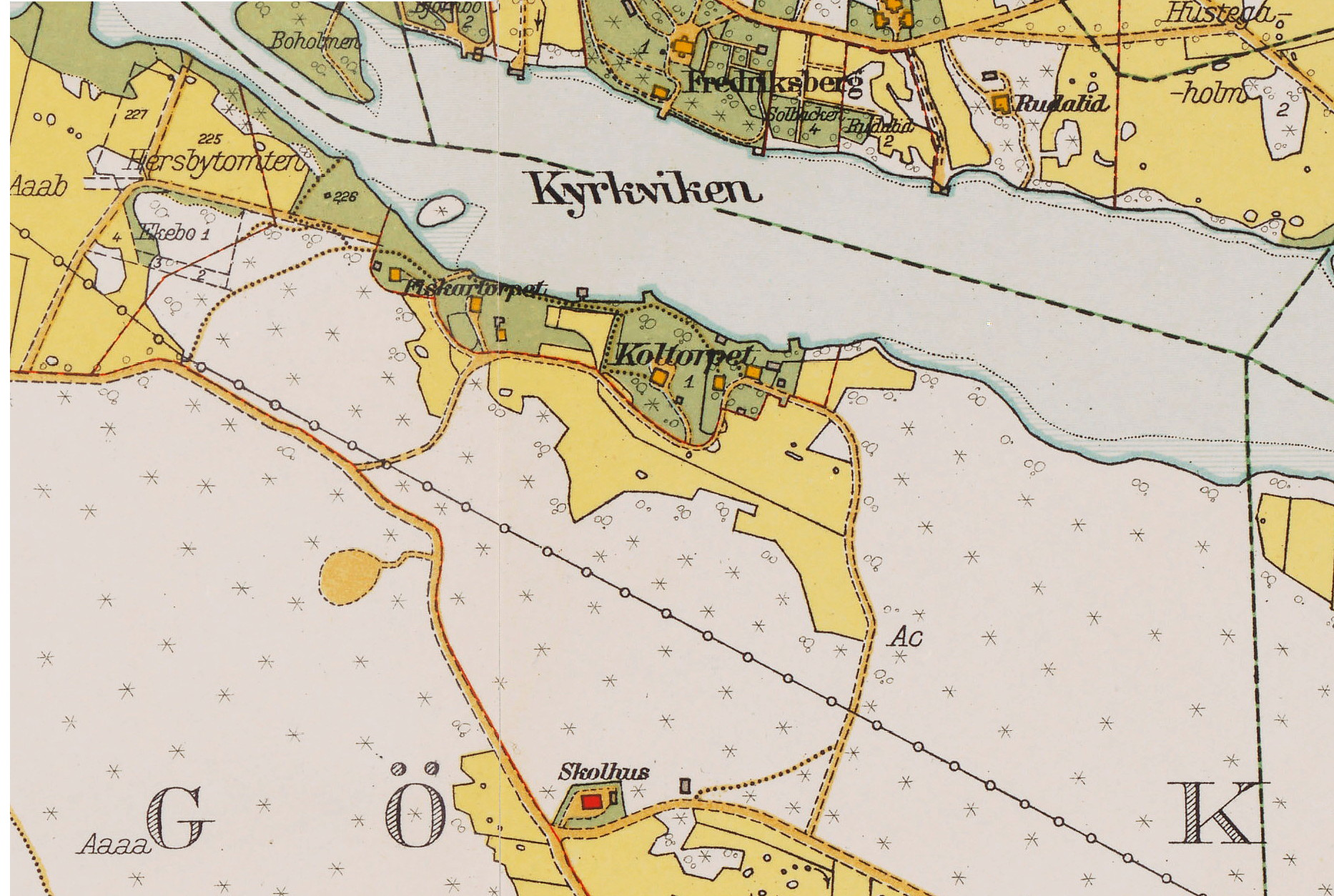
1920.

## Dagens Koltorp
Av den ursprungliga bebyggelsen efter Koltorp finns ingenting kvar men Koltorps tidigare gränser stämmer väl överens med dagens kommundelsgräns. Området vid Kyrkviken är starkt kuperat och beväxt med blandskog. Här sträcker sig en promenadstig längs med Kyrkviken mellan Lidingös nya kyrkogård och Ekholmsnäs gård som även är en del av Lidingöloppet.
I öster har Ekholmsnäs Golf Lidingö en del av sin golfbana. Skidbacken Ekholmsnäsbacken ligger delvis i Koltorp och delvis i Ekholmsnäs. Kommundelsgränsen går rakt över backen och backens högsta punkt (cirka 65 meter över havet) ligger på Koltorps sida. Genom Koltorp sträcker sig Ekholmsnäsvägen. Söder om den utbreder sig Koltorps gärde som sedan 1966 är startområdet för Lidingöloppet (första året 1965 var start vid Hersby åker). Här finns en minnessten över Lidingöloppet, vilken restes i samband med 35-årsjubileet den 3 oktober 1999. Den enda större sammanhängande bebyggelsen återfinns i Koltorps södra del, här ligger norra Stockby industriområde som stadsplanerades 1982 och 2006.

### Nutida bilder

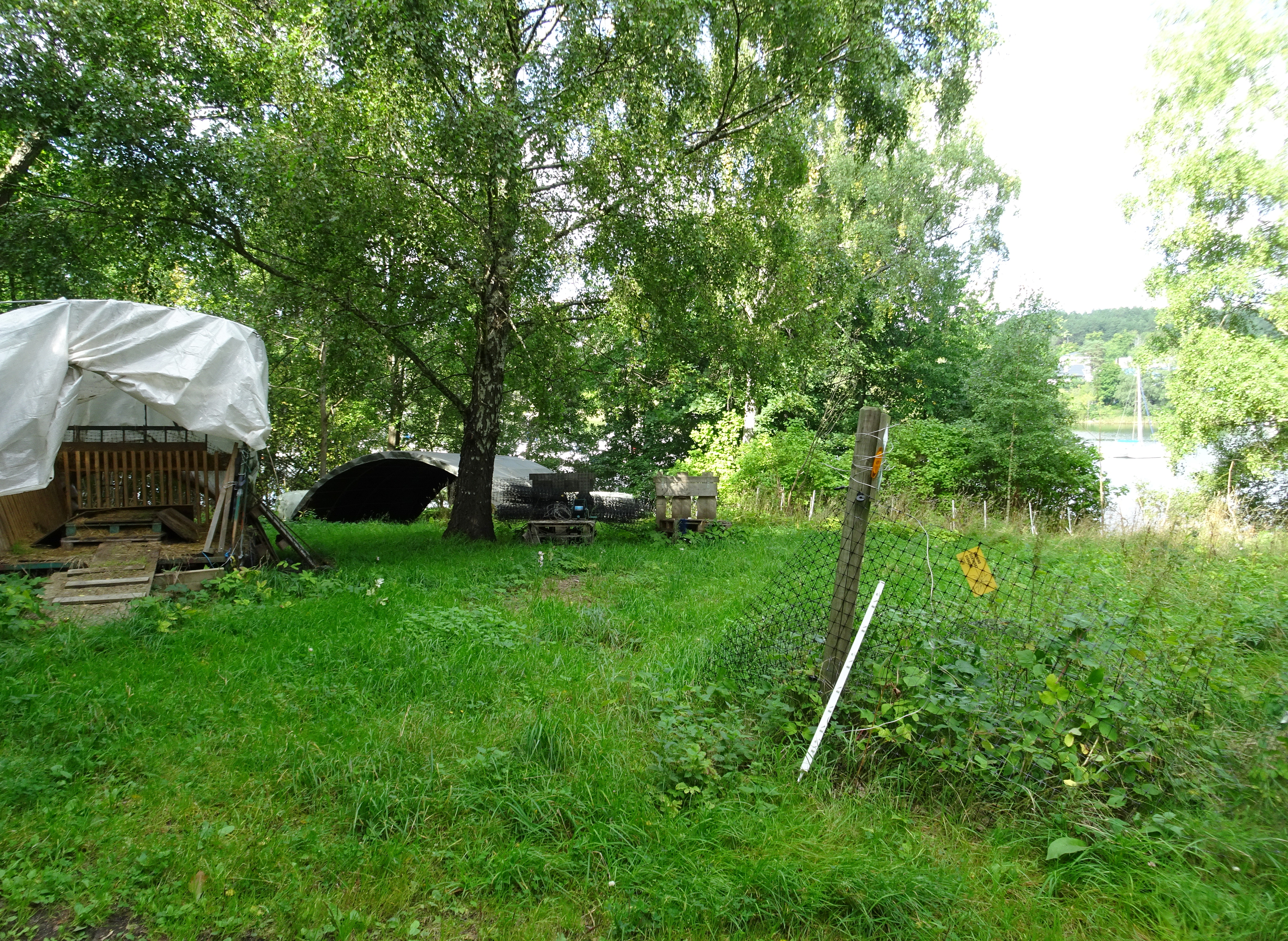
Koltorps gamla tomt vid Kyrkviken.
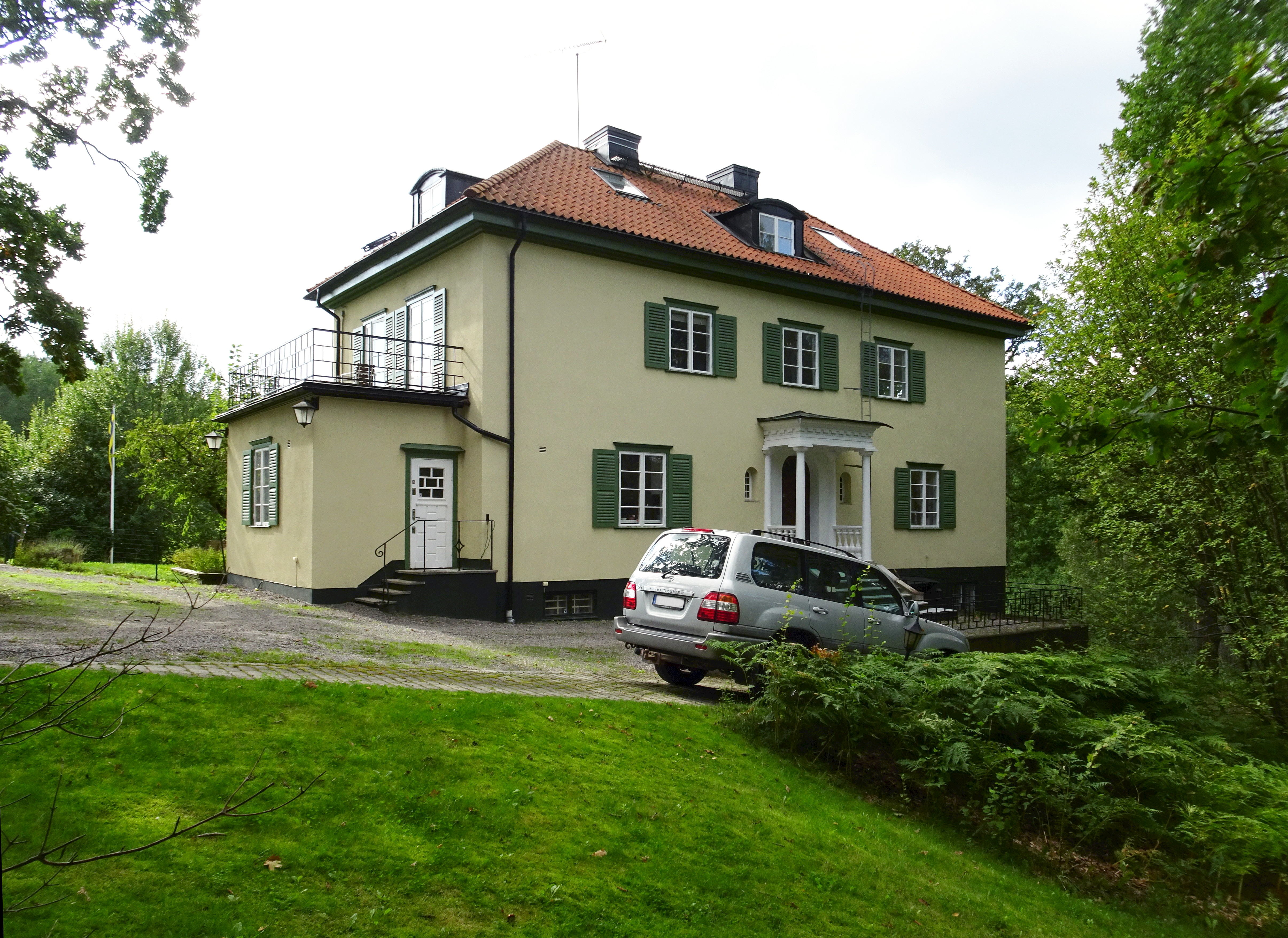
Bohusgården.
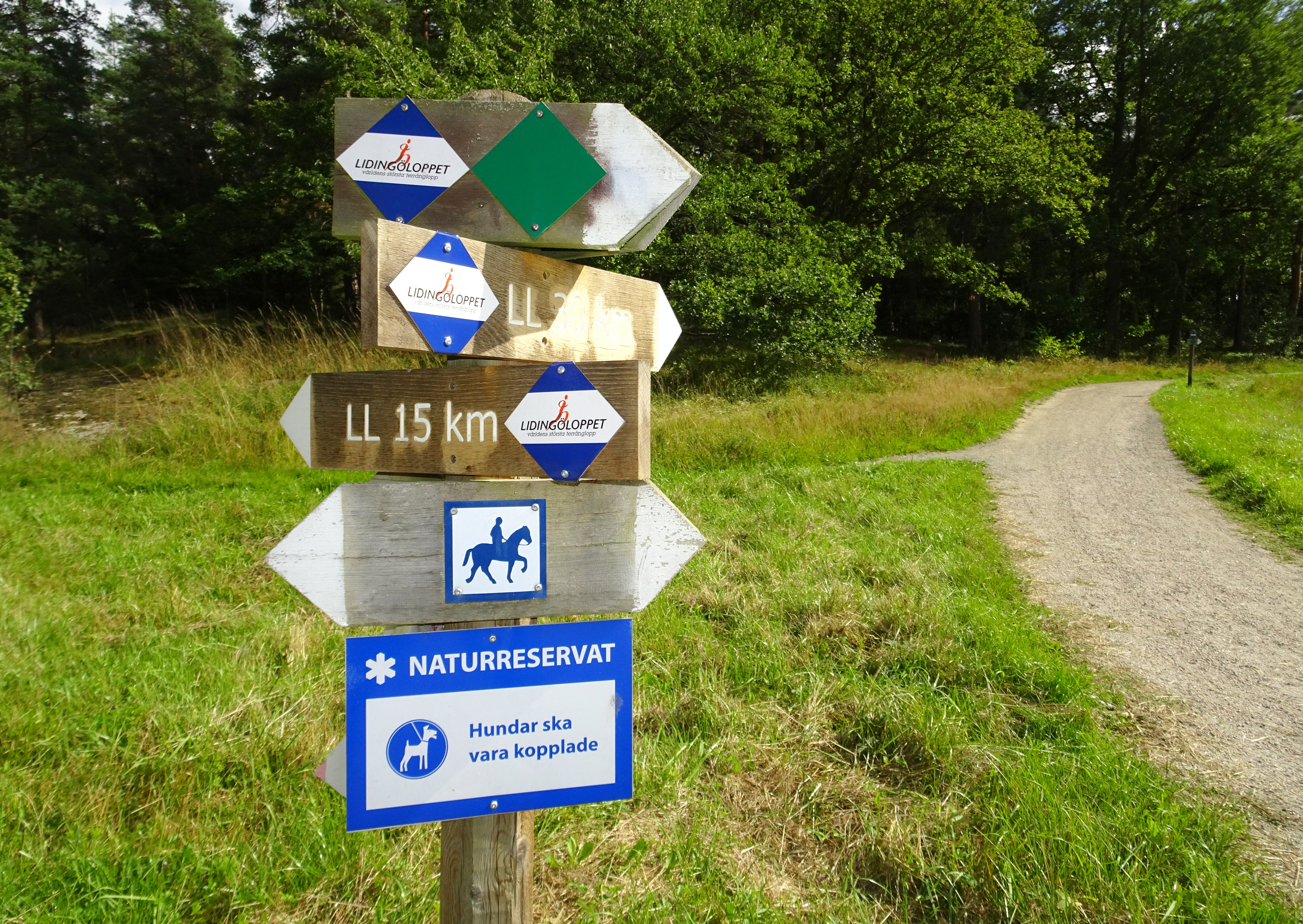
Riktningsskyltar vid Koltorps gärde.
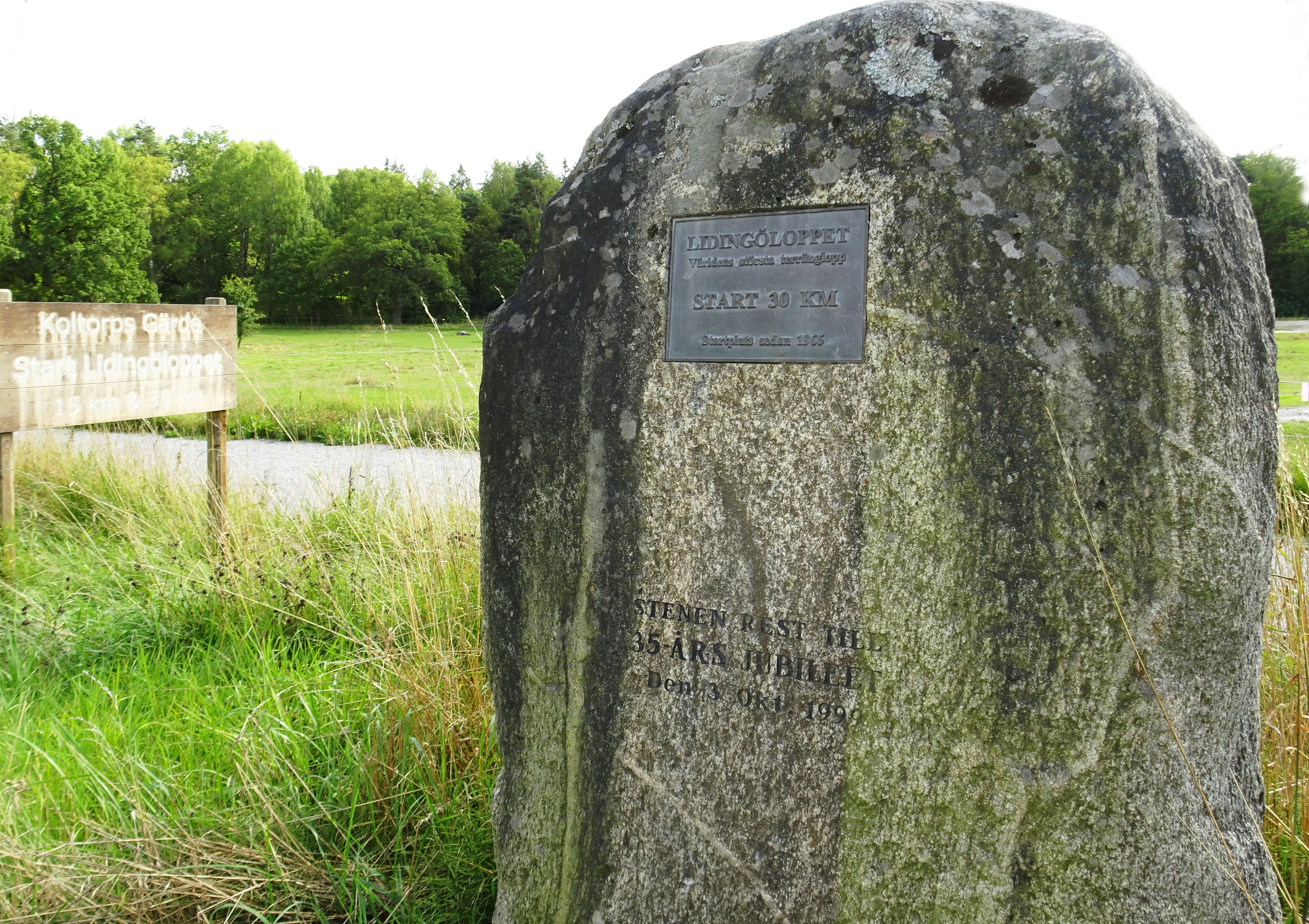
Minnesstenen över Lidingöloppet vid Koltorps gärde.